# (115) Tira
(115) Tira és un asteroide que forma part del cinturó d'asteroides i va ser descobert per James Craig Watson el 6 d'agost de 1871 des de l'observatori Detroit d'Ann Arbor, als Estats Units d'Amèrica. S'anomena així per Thyra Danebod, una antiga reina danesa. Està situat a una distància mitjana de 2,38 ua del Sol,i pot allunyar-se'n fins a 2,837 ua. Té una inclinació orbital d'11,6° i una excentricitat de 0,1919. Triga a completar una òrbita al voltant del Sol 1341 dies.